# Euro-Gruppe

Das Logo der Euro-Gruppe seit
1. Juli 2014.
Ebenso Logo des Europäischen Rates, des Rates der Europäischen Union und des Generalsekretariats des Rates der Europäischen Union.

Die Euro-Gruppe (vormals EURO-X) ist ein Gremium der Europäischen Union, in dem die Staaten der Eurozone ihre Steuer- und Wirtschaftspolitik koordinieren. Sie wacht gleichfalls über die Einhaltung des Euro-Stabilitätspaktes, um das Funktionieren der Europäischen Wirtschafts- und Währungsunion sicherzustellen. Dazu kontrolliert die Euro-Gruppe die Haushaltspolitik und die öffentlichen Finanzen der Euro-Länder. Die Sitzungen der Gruppe sind informell und finden in der Regel am Vortag des Rats für Wirtschaft und Finanzen (Ecofin-Rat) statt. Die Gruppe ist „ein Forum des Dialogs und der politischen Abstimmung ohne konkrete Entscheidungsbefugnisse“.

## Mitglieder
Der Euro-Gruppe gehören die Wirtschafts- bzw. Finanzminister derjenigen EU-Mitgliedstaaten an, deren gemeinsame Währung der Euro ist. Hinzu kommen der Wirtschafts- und Währungskommissar der Europäischen Kommission (derzeit Paolo Gentiloni, zuvor von 2014 bis 2019 Pierre Moscovici) und der Präsident der Europäischen Zentralbank (derzeit Christine Lagarde, zuvor von 2014 bis 2019 Mario Draghi), der Vorsitzende des Europäischen Wirtschafts- und Finanzausschusses sowie hohe EU-Beamte. In seltenen Fällen finden auch Gipfeltreffen der Euro-Gruppe statt, bei denen sich die Staats- und Regierungschefs der Länder der Eurozone treffen.

## Vorsitz
Am 10. September 2004 wurde der luxemburgische Premierminister Jean-Claude Juncker für die Dauer von zwei Jahren zum ersten ständigen Vorsitzenden der Euro-Gruppe ernannt. Sein Mandat begann am 1. Januar 2005 und wurde am 6. September 2006 bis zum 31. Dezember 2008 verlängert. Laut den damaligen Statuten der Euro-Gruppe wäre die Amtszeit Junckers damit beendet gewesen, da ein und dieselbe Person das Amt des Vorsitzenden nicht länger als zwei Mandatsperioden lang besetzen darf. In der Sitzung vom 12. September 2008, unter Leitung der französischen Finanzministerin Christine Lagarde, wurde seine Amtszeit jedoch einstimmig um weitere zwei Jahre bis zum 31. Dezember 2010 verlängert.
Im Januar 2010 wurde Juncker erneut für nunmehr zweieinhalb Jahre (s. Art. 2 des Protokolls Nr. 14: mit Mehrheitsentscheidung) als Vorsitzender bestätigt, kündigte jedoch am 2. März 2012 an, sich zur Jahresmitte 2012 zurückzuziehen. Am 4. Dezember 2012 kündigte Juncker an, dass er ab dem Jahreswechsel 2012/2013 endgültig nicht mehr als Euro-Gruppen-Chef zur Verfügung stehe.

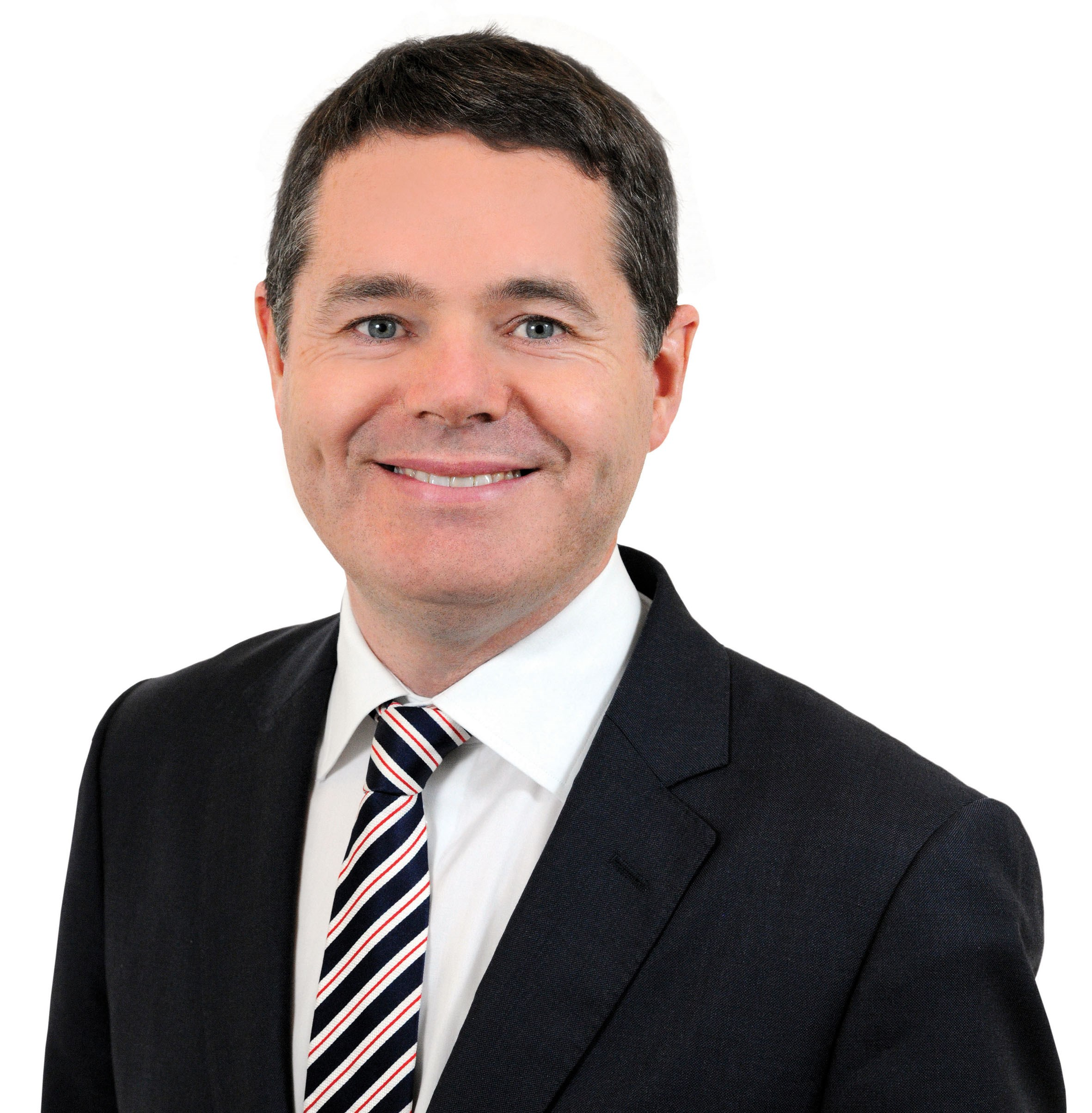
Paschal Donohoe, Vorsitzender der Eurogruppe ab Juli 2020

Am 21. Januar 2013 wurde der Niederländer Jeroen Dijsselbloem zum neuen Vorsitzenden der Euro-Gruppe gewählt. Die 17 Finanzminister ernannten ihn zum Nachfolger von Jean-Claude Juncker. Dijsselbloem war der einzige Kandidat für den Posten. Die Amtszeit endete regulär im Juli 2015. Auf dem Treffen der Euro-Gruppe am 13. Juli 2015 in Brüssel wurde er für eine zweite Amtszeit wiedergewählt. Er setzte sich in einer Kampfabstimmung gegen den spanischen Wirtschaftsminister Luis de Guindos durch.
Am 4. Dezember 2017 wurde der portugiesische Finanzminister Mário Centeno zum Vorsitzenden gewählt, er trat sein Amt am 13. Januar 2018 an. Jeroen Dijsselbloem musste sein Amt als Eurogruppen-Chef aufgeben, weil seine sozialdemokratische Partei nicht mehr Teil der Regierung in Den Haag ist. Auf der Bewerberliste standen auch der slowakische Finanzminister und Sozialdemokrat Peter Kažimír, die lettische Finanzministerin Dana Reizniece-Ozola und der luxemburgische Ressortleiter Pierre Gramegna.
Am 9. Juni 2020 erklärte Mário Centeno seinen Rücktritt als portugiesischer Finanzminister. Somit musste er auch sein Amt als Euro-Gruppen-Chef abgeben.
Am 9. Juli 2020 wurde der irische Finanzminister Paschal Donohoe zum Vorsitzenden gewählt. Er trat sein Amt am 13. Juli 2020 an.

## Funktion
Das Gremium wurde 1998 im Nachgang zum Europäischen Rat in Luxemburg eingerichtet. Seine Funktionsweise ist seit dem Vertrag von Lissabon mit Verweis in Art. 137 AEU-Vertrag im Protokoll Nr. 14 geregelt, welches den Gründungsverträgen (EU-/AEU-Vertrag) beigefügt ist.
Im Zuge der gemeinsamen Geldpolitik war von einem erhöhten Abstimmungsbedarf zwischen den Euroländern auszugehen, da den Ländern nach der Einführung des Euro eine nationale Geldpolitik als wirtschaftspolitisches Instrument nicht mehr zur Verfügung stehen würde. Eng damit verbunden ist die Aufgabe des Gremiums, die Einhaltung des Euro-Stabilitätspaktes zu überwachen, um durch eine disziplinierte Haushaltspolitik aller Eurozonen-Staaten eine wirtschaftlich gesunde Grundlage für die gemeinsame Währungspolitik mit nur einer Währung, dem Euro, zu schaffen.
Zweck des Gremiums ist es daher, aktuelle Probleme der Wirtschafts- und Finanzpolitik zu analysieren und geeignete Maßnahmen für die nationale und europäische Wirtschaftspolitik zu koordinieren. Da es sich bei der Euro-Gruppe um ein informelles Gremium handelt (Art. 1 des Protokolls Nr. 14), kann sie jedoch keine rechtskräftigen Beschlüsse fassen. Dies kann lediglich der Rat für Wirtschaft und Finanzen, dem neben den Ministern der Euro-Gruppe auch die Minister der übrigen EU-Staaten angehören. Allerdings sind die Staaten, die den Euro nicht eingeführt haben, bei zahlreichen wirtschaftspolitischen Entscheidungen im Rat auch nicht stimmberechtigt, sodass lediglich die Minister der Euro-Gruppe ihre zuvor gefassten Beschlüsse nachvollziehen.
Der Inhaber der Präsidentschaft in der Euro-Gruppe vertritt die EU auch als Akteur der internationalen Finanzpolitik, so z. B. bei Fragen zur Wirtschafts- und Währungsunion im Direktorium des IWF; hierbei wird er von einem Vertreter der Kommission unterstützt.

## Kritik
Kritiker nennen dieses Gremium zu mächtig. Es bestehe keine demokratische oder vertragliche Legitimation, beklagt die Bewegung DiEM25 um Yanis Varoufakis. Die internationale NGO Transparency International (TI) kritisiert, dass die Euro-Gruppe, obwohl sie keiner demokratischen Kontrolle unterliegt und niemandem gegenüber rechenschaftspflichtig ist, weitreichende Entscheidungen im Rahmen des Euro-Rettungsschirm ESM treffe. Obwohl die EU-Finanzminister hier an einem Tisch sitzen, fallen sie nicht unter die üblichen EU-Regeln zu Transparenz und Rechenschaftspflicht. Um dieses Demokratiedefizit zu beheben, müssten laut TI die Rolle des EU-Parlaments gestärkt und die Euro-Gruppe zu regelmäßigen Stellungnahmen vor dem Parlament verpflichtet werden.

## Arbeitsgruppe Euro-Gruppe
Die Arbeitsgruppe Euro-Gruppe – Eurogroup Working Group (EWG) – ist ein Vorbereitungsgremium, das aus Vertretern des Wirtschafts- und Finanzausschusses der Eurozone sowie aus Vertretern der Europäischen Kommission und der Europäischen Zentralbank besteht. Die Arbeitsgruppe unterstützt die Euro-Gruppe bei der Vorbereitung der Beratungen der Minister. Vorsitzender war von 2012 bis 2018 der österreichische Ökonom Thomas Wieser, ihm folgte mit 1. Februar 2018 der Niederländer Hans Vijlbrief nach. Seit dem 1. April 2020 hat der Finne Tuomas Saarenheimo das Amt des Vorsitzenden inne.